# Autoroute A 813
Die Autoroute A 813, auch als Contournement Sud-Est de Caen bezeichnet, ist eine im Jahr 2012 teilweise fertiggestellte französische Autobahn, die die Stadt Caen an ihrer südöstlichen Peripherie bis nach Banneville-la-Campagne zwischen der Autobahn A 13 und der ebenfalls noch fertig zu stellenden A 88 umgehen soll. Die Länge der Autobahn beträgt heute 4,0 km und wird am Ende des Ausbaus 17,0 km aufweisen.
Das Teilstück von der A 13 bis Giberville an der D 613 ist fertig. Die Fertigstellung bis südlich von Caen an die N 814 ist in Planung.